# Newfane (Nowy Jork)
Newfane – miasto w Stanach Zjednoczonych, w stanie Nowy Jork, w hrabstwie Niagara.